# Vuelta al País Vasco 1928
La V Vuelta al País Vasco, disputada entre el 1 de agosto y el 5 de agosto de 1928, estaba dividida en 4 etapas para un total de 762 km.
Para esta primera edición se inscribieron 61 ciclistas, de los que finalmente participaron 57 y finalizaron la prueba 36 de ellos.
El vencedor final fue el ciclista belga Maurice Dewaele.

## Etapas
| Etapa     | Fecha    | Recorrido                           | km  | Vencedor de la Etapa | Líder de la general |
| --------- | -------- | ----------------------------------- | --- | -------------------- | ------------------- |
| 1.ª etapa | 01/08/28 | Bilbao - Vitoria                    | 174 | Ricardo Montero      | Ricardo Montero     |
| 2.ª etapa | 02/08/28 | Vitoria - Pamplona                  | 150 | Maurice Dewaele      | Maurice Dewaele     |
| 3.ª etapa | 03/08/28 | Pamplona - San Sebastián            | 267 | André Leducq         | Maurice Dewaele     |
| 4.ª etapa | 05/08/28 | San Sebastián - Guecho (Las Arenas) | 171 | Nicolas Frantz       | Maurice Dewaele     |

## Clasificaciones
| \| 1. \| Maurice Dewaele \| Bélgica \| 27h 18' 41s \| \| 2. \| André Leducq \| Francia \| a 12' 20s \| \| 3. \| Mariano Cañardo \| España \| a 12' 32s \| \| 4. \| Julien Vervaecke \| Bélgica \| a 20' 00s \| \| 5. \| Ricardo Montero \| España \| a 20' 22s \| \| 6. \| Nicolas Frantz \| Luxemburgo \| a 46' 06s \| \| 7. \| Aime Deolet \| Bélgica \| a 51' 28s \| \| 8. \| Segundo Barruetabeña \| España \| a 1h 00' 52s \| \| 9. \| Valeriano Riera \| España \| a 1h 05' 57s \| \| 10. \| Juan Mateu \| España \| a 1h 11' 08s \| |                      |            |              |
| 1. | Maurice Dewaele      | Bélgica    | 27h 18' 41s  |
| 2. | André Leducq         | Francia    | a 12' 20s    |
| 3. | Mariano Cañardo      | España     | a 12' 32s    |
| 4. | Julien Vervaecke     | Bélgica    | a 20' 00s    |
| 5. | Ricardo Montero      | España     | a 20' 22s    |
| 6. | Nicolas Frantz       | Luxemburgo | a 46' 06s    |
| 7. | Aime Deolet          | Bélgica    | a 51' 28s    |
| 8. | Segundo Barruetabeña | España     | a 1h 00' 52s |
| 9. | Valeriano Riera      | España     | a 1h 05' 57s |
| 10. | Juan Mateu           | España     | a 1h 11' 08s |

| \| 1. \| Mariano Cañardo \| Elvish \| 27h 31' 13s \| \| 2. \| Ricardo Montero \| Dilecta \| a 8' 02s \| \| 3. \| Segundo Barruetabeña \| Morales \| a 48' 32s \| \| 4. \| Valeriano Riera \| Elvish \| a 53' 37s \| \| 5. \| Juan Mateu \| FC Barcelona \| a 58' 48s \| \| 6. \| Victorino Otero \| S.Ciclista Cántabra \| a 1h 08' 41s \| \| 7. \| Eduardo Fernández \| Madrid \| a 1h 30' 41s \| \| 8. \| José Trueba \| S.Ciclista Cántabra \| a 1h 32' 40s \| \| 9. \| Francisco Mula \| Madrid \| a 1h 53' 43s \| \| 10. \| Teodoro Monteys \| Sport Ciclista Catalá \| a 1h 57' 58s \| |                      |                       |              |
| 1. | Mariano Cañardo      | Elvish                | 27h 31' 13s  |
| 2. | Ricardo Montero      | Dilecta               | a 8' 02s     |
| 3. | Segundo Barruetabeña | Morales               | a 48' 32s    |
| 4. | Valeriano Riera      | Elvish                | a 53' 37s    |
| 5. | Juan Mateu           | FC Barcelona          | a 58' 48s    |
| 6. | Victorino Otero      | S.Ciclista Cántabra   | a 1h 08' 41s |
| 7. | Eduardo Fernández    | Madrid                | a 1h 30' 41s |
| 8. | José Trueba          | S.Ciclista Cántabra   | a 1h 32' 40s |
| 9. | Francisco Mula       | Madrid                | a 1h 53' 43s |
| 10. | Teodoro Monteys      | Sport Ciclista Catalá | a 1h 57' 58s |